# Pedro et moi
Pedro et moi est une bande dessinée autobiographique en noir et blanc.
- Scénario et dessins : Judd Winick.

## Synopsis
L'auteur, Judd Winick, raconte comment en participant à une émission de télé réalité en 1992, Real World 3, San Francisco, il a fait connaissance avec un jeune gay séropositif d'origine cubaine, Pedro Zamora. Activiste engagé dans la prévention du sida, Pedro devient l'ami de Judd. À travers cette amitié, ce dernier va prendre conscience de son ignorance de la maladie.

## Publication
- Pedro and Me, New York, Henry Holt & Company, 2000.
  - traduction : Pedro et moi, Bussy-saint-Georges, Çà et là, 2006.